# Ruth Righi
Ruth Mouma Righi (* 7. September 2005 in Santa Cruz) ist eine US-amerikanische Kinderdarstellerin. Bekanntheit erlangte sie durch ihre Rolle als Sydney Reynolds in der Disney-Channel-Serie Sydney to the Max.

## Leben
Righi lebt gemeinsam mit ihren Eltern und ihrer Großmutter in Kalifornien.
Sie begann in ihrem dritten Lebensjahr mit der Schauspielerei und dem Tanz. Im Alter von fünf Jahren begann sie, Klavier spielen zu lernen.
Ihre erste TV-Rolle hatte Righi 2018 in der Serie Happy!, in der sie in einer Episode mitwirkte. Von 2019 bis 2021 spielte sie die Hauptrolle der Sydney Reynolds in der Serie Sydney to the Max.

## Filmografie
- 2018: Happy! (Fernsehserie, Episode 1x06)
- 2019–2021: Ruth & Ruby Ultimate Sleepover (Fernsehserie, 6 Folgen)
- 2019–2021: Sydney to the Max (Fernsehserie, 63 Folgen)
- 2019: Just Roll with It (Fernsehserie, Episode 1x11)
- seit 2022: Eureka! (Fernsehserie, 30 Folgen, Stimme)